# Enkianthus campanulatus
Enkianthus campanulatus (Miq.) G.Nicholson, 1885 (in inglese Red-veined Enkianthus) è un arbusto appartenente alla famiglia delle Ericacee.

## Descrizione
È la specie più resistente di Enkianthus. Ha portamento arbustivo, stretto e verticale, con fogliame deciduo lucido di colore verde brillante, che vira al colore rame brillante/rosso aranciato in autunno. 
L'altezza ed il diametro che può raggiungere sono entrambi di 4 m.
Le foglie sono caduche, da ovali ed ellittiche, riunite in verticilli all'estremità dei rami.
In primavera, offre una profusione di piccoli fiori a forma di campanula, di colore bianco crema con venature rosse, riuniti in infiorescenze pendule.

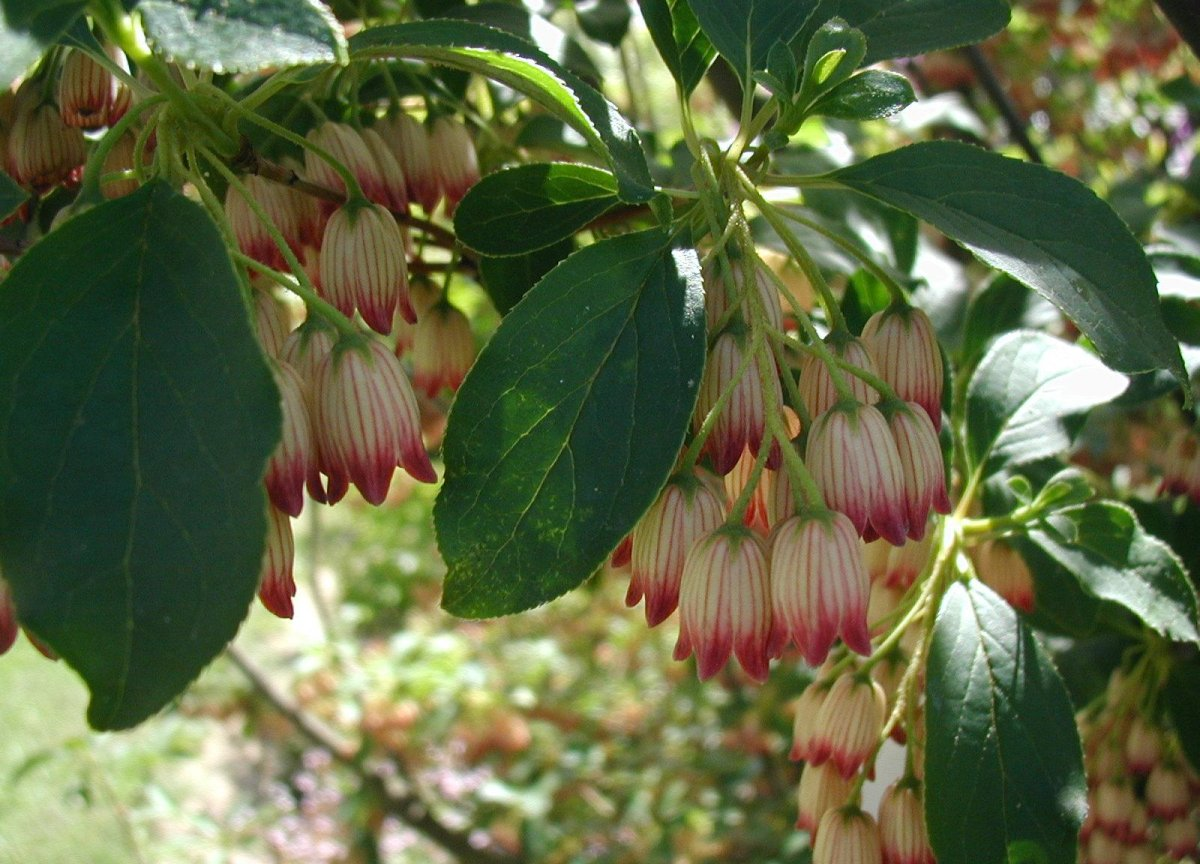
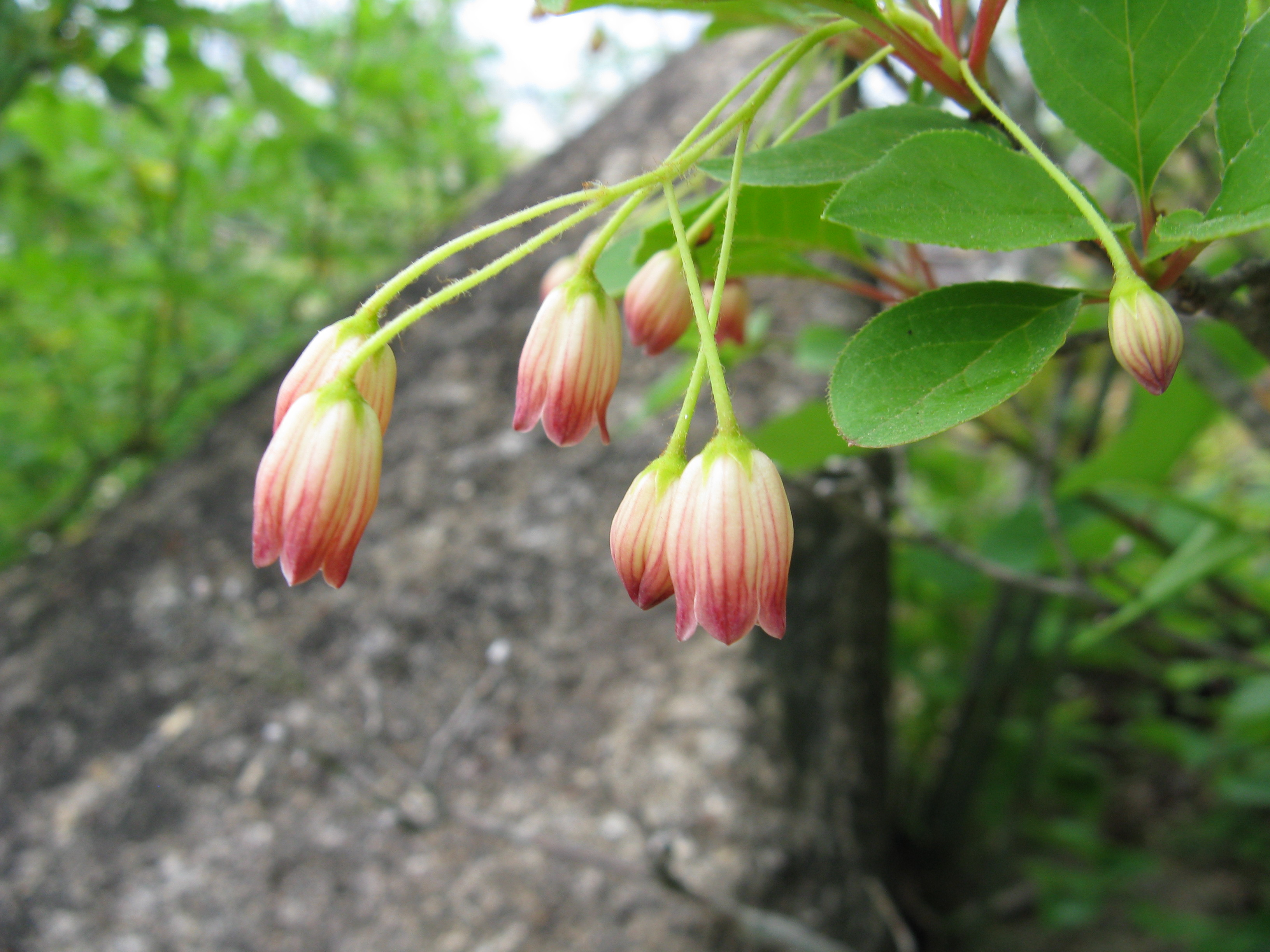

## Distribuzione e habitat
È un endemismo del Giappone.

## Coltivazione
La pianta fu importata in Inghilterra da Charles Maries, che in quel periodo si trovava in Giappone alla ricerca di piante per conto dei Vivai Veitch.
Ha bisogno di luce solare diretta, buona umidità del suolo e terreno acido. È molto rustico e può tollerare una temperatura di -15 °C.
L'arbusto può superare le aspettative di crescita in altezza nelle giuste condizioni, come a Gravetye Manor, di proprietà di William Robinson, dove un paio di essi furono piantati attorno all'anno 1900 ed hanno raggiunto circa 5 m.